# Rachel Keller (actrice)
Pour les articles homonymes, voir Keller.
Rachel Rye Keller est une actrice américaine née le 25 décembre 1992 à Los Angeles.

## Jeunesse
Rachel Keller est née à Los Angeles et a grandi à Saint Paul dans le Minnesota,. Elle est allée au Saint Paul Conservatory for Performing Artists et a obtenu en 2014 un diplôme de l'Université Carnegie-Mellon.

## Carrière
Elle fait ses débuts au cinéma en 2014 dans le film Hollidaysburg d'A.M. Lukas.
Elle commence sa carrière à la télévision en 2015 dans Mentalist, Supernatural. La même année, elle tient un rôle récurrent dans la deuxième saison de la série télévisée Fargo.
Entre 2017 et 2019, elle fait partie du casting de la série Légion. Elle obtient ensuite un rôle pour quelques épisodes dans The Society, diffusée sur Netflix. Toujours en 2019 et sur Netflix, elle tient un petit rôle dans le film In the Shadow of the Moon avec Boyd Holbrook.
Le 30 octobre 2020, HBO Max annonce qu'en raison de la pandémie de coronavirus elle remplacera Odessa Young dans la série Tokyo Vice. La série est diffusée en 2022. Michael Mann réalise le pilote et est producteur délégué.

## Filmographie

### Cinéma

#### Longs métrages
- 2014 : Hollidaysburg d'A.M. Lukas : Tori
- 2018 : Write When You Get Work de Stacy Cochran (en) : Ruth Duffy
- 2019 : In the Shadow of the Moon de Jim Mickle : Jean
- 2022 : Le Pire Voisin au monde (A Man Called Otto) de Marc Forster : Sonya
- 2022 : Butcher's Crossing de Gabe Polsky : Francine

#### Courts métrages
- 2012 : Still Adore You de Josh Johnson : Une fille
- 2012 : Flutter de Chelsea Lupkin : Kaylin
- 2016 : Wig Shop de Kat Coiro : Shoshana
- 2019 : Diddie Wa Diddie de Joshua Erkman : Janet
- 2020 : House Sit de Jac Cron : Catherine
- 2021 : The Following Year de Miguel Campana : Julia

### Télévision

#### Séries télévisées
- 2015 : Mentalist : Anne
- 2015 : Supernatural : Sœur Mathias
- 2015 : Fargo : Simone Gerhardt
- 2017 - 2019 : Legion : Sydney "Syd" Barrett
- 2019 : The Society : Cassandra Pressman
- 2020 : Dirty John : Linda Kolkena
- 2022  : Tokyo Vice : Samantha